# Lionel Grossain
Lionel Grossain (ur. 12 lutego 1938) – francuski judoka. Olimpijczyk z Tokio 1964, gdzie zajął piąte miejsce w wadze średniej.
Uczestnik mistrzostw świata w 1961. Zdobył dziesięć medali na mistrzostwach Europy w latach 1959 - 1965, w tym pięć w zawodach drużynowych.

## Letnie Igrzyska Olimpijskie 1964
| Konkurencja | Eliminacje        | Eliminacje           | Eliminacje         | Klas. końcowa |
| Konkurencja | Przeciwnik I      | Przeciwnik II        | 1/4                | Miejsce       |
| ----------- | ----------------- | -------------------- | ------------------ | ------------- |
| -80 kg      | Syd Hoare (GBR) Z | Jan Snijders (NED) Z | Isao Okano (JPN) P | 5.            |